# Aleksej Vasil'evič Kol'cov
Aleksej Vasil'evič Kol'cov (Voronež, 1809 – Mosca, 1842) è stato un poeta russo.

## Biografia
Nacque in una famiglia benestante, però non ebbe una istruzione regolare.
Trasferitosi a Mosca, nel 1831, pubblicò nello stesso anno una raccolta di poesie, che ebbero un buon successo, grazie alla novità dell'argomento: la vita rurale e dei contadini, descritte realisticamente e senza idealizzazioni.
Inizialmente seguì Puškin, ma presto realizzò una fusione tra linguaggio letterario e contadino, riuscendo a dare importanza alla poetica contadina. 
Il lirismo di Kol'cov si differenziò successivamente: alcune poesie si dimostrarono di stile letterario, altre invece furono ispirate dalla creatività del canto libero, originale, altre, infine, furono intrise di elementi filosofici.
Tra le sue opere si cita La foresta (1838), dedicata al suo suddetto mentore, Il canto dell'aratore, Il falciatore, Il canto dell'amore.
Oltre ai canti amorosi e di libertà, si mise in evidenza con i «canti briganteschi», derivati dalla poesia epica popolare.
Pochi altri scrittori, hanno impreziosito così tanto la lingua russa di parole ed espressioni popolari vitali.